# Одюбон (округ, Айова)
Шаблон:StateAbbr_ 41°41′05″ пн. ш. 94°54′29″ зх. д. / 41.684722222222° пн. ш. 94.908055555556° зх. д.
Округ Одубон (англ. Audubon County) — округ (графство) у штаті Айова, США. Ідентифікатор округу 19009.

## Історія
Округ утворений 1851 року.

## Демографія
За даними перепису
2000 року
загальне населення округу становило 6830 осіб, усе сільське.
Серед мешканців округу чоловіків було 3273, а жінок — 3557. В окрузі було 2773 домогосподарства, 1926 родин, які мешкали в 2995 будинках.
Середній розмір родини становив 2,94.
Віковий розподіл населення поданий у таблиці:
| Стать    | До 15 років | 15-21 | 22-29 | 30-39 | 40-49 | 50-65 | 65-85 | Понад 85 |
| -------- | ----------- | ----- | ----- | ----- | ----- | ----- | ----- | -------- |
| Чоловіки | 719         | 274   | 189   | 407   | 490   | 540   | 589   | 65       |
| Жінки    | 709         | 263   | 224   | 396   | 446   | 569   | 746   | 204      |

## Суміжні округи
- Керролл — північ
- Гатрі — схід
- Кесс — південь
- Шелбі — захід

## Виноски
1. ↑  U.S. Decennial Census. United States Census Bureau. Архів оригіналу за 26 квітня 2015. Процитовано 13 липня 2014.
2. ↑  Historical Census Browser. University of Virginia Library. Архів оригіналу за 11 серпня 2012. Процитовано 13 липня 2014.
3. ↑  Population of Counties by Decennial Census: 1900 to 1990. United States Census Bureau. Процитовано 13 липня 2014.
4. ↑  Census 2000 PHC-T-4. Ranking Tables for Counties: 1990 and 2000 (PDF). United States Census Bureau. Процитовано 13 липня 2014.
5. ↑  State & County QuickFacts. United States Census Bureau. Архів оригіналу за 7 червня 2011. Процитовано 13 липня 2014.(англ.) Наведено за англійською вікіпедією.
6. ↑  American FactFinder. Бюро перепису населення США. Архів оригіналу за 26 лютого 2012. Процитовано 31 січня 2008.

| США | Це незавершена стаття з географії США. Ви можете допомогти проєкту, виправивши або дописавши її. |